# 毎日新報
毎日新報/毎日申報（まいにちしんぽう、매일신보）は、日本統治時代の朝鮮において発行された朝鮮総督府の機関紙。略称は「毎新／毎申（매신）」。

## 概要

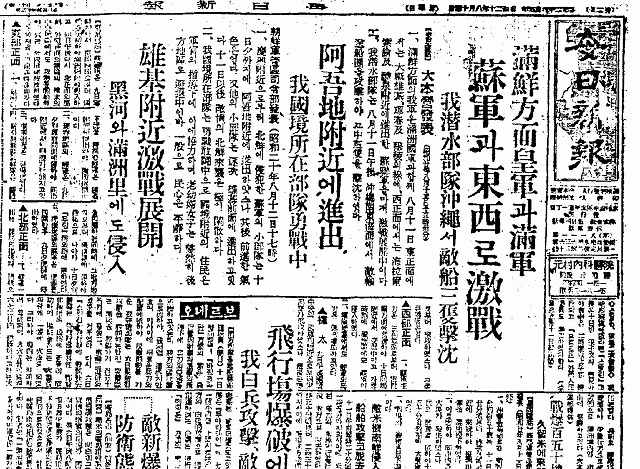
1945年8月14日の紙面

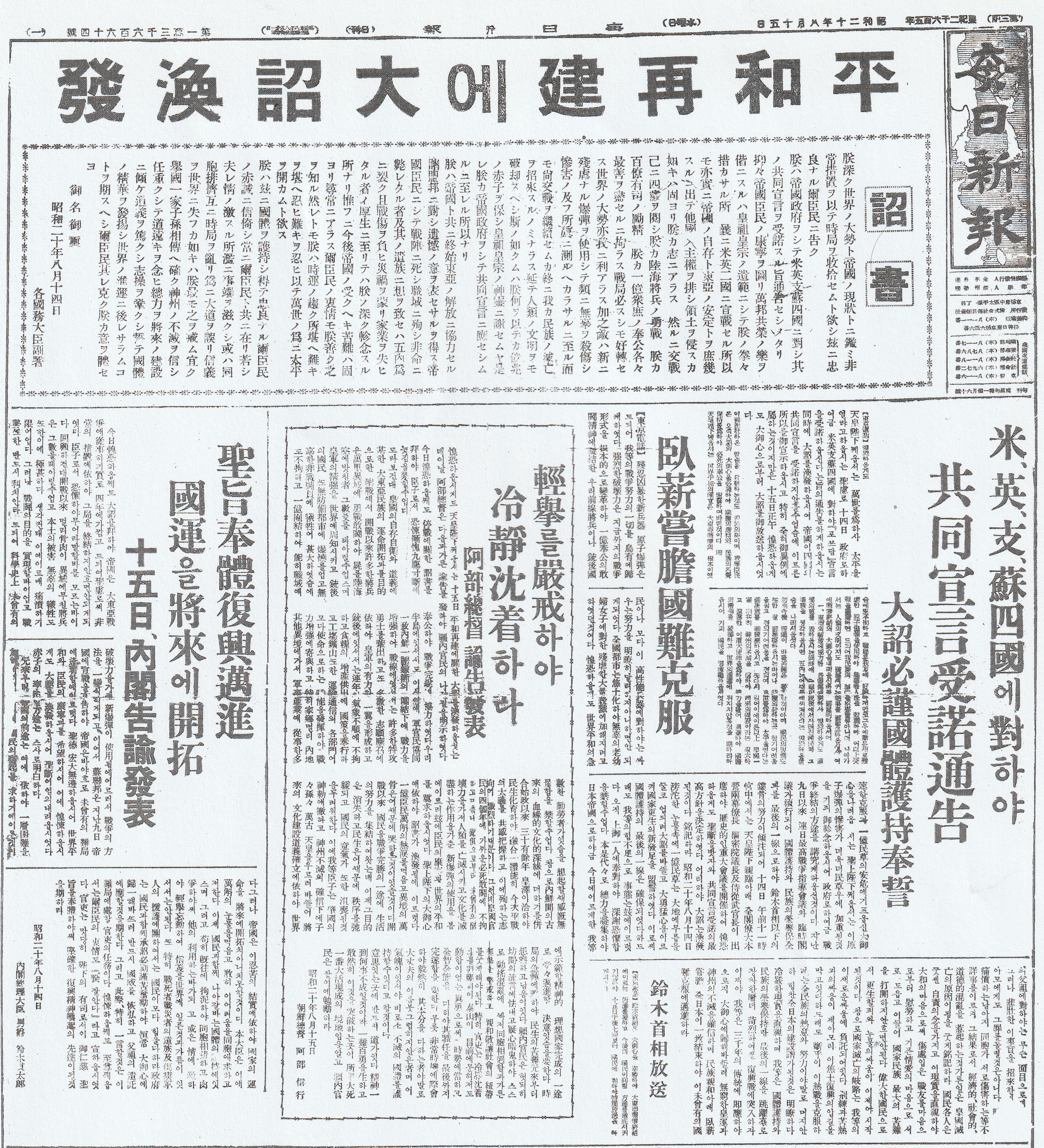
1945年8月15日の紙面

前身は1904年に創刊された大韓毎日申報である。1910年に日韓併合条約が締結された直後に、京城日報が大韓毎日申報の経営を引き継ぎ、『毎日申報』として改編した後、京城日報の姉妹紙として発行が開始された。
反日指向の強かった大韓毎日申報とは異なり、日本人が社長を引き受けた毎日申報は、総督府による統治に協調的な論調を張った。京城日報との統合・分離を経て、1937年に題号を『毎日新報』に変更したのを機に、株式会社化された。この時も、株式の過半数を朝鮮総督府が保有していた。
1920年に朝鮮日報と東亜日報が創刊されるまでは、 ハングルによる唯一の新聞だった。太平洋戦争開戦の前年である1940年に、戦時体制の確立に伴い、総督府の意向から前述の2紙が廃刊となってからは、再びハングルで書かれた唯一の新聞となった。
1945年の日本の敗戦に伴う総督府の解体により、左翼系列の社員達が自治委員会を構成して運営する中、アメリカ軍政との衝突を繰り返したことから、同年11月10日に一時停刊命令が下された。その後、11月23日に現在の『ソウル新聞』として復刊した。

## 関連文献
- 咸苔英「1910年代朝鮮総督府機関紙と徳富蘇峰」アジア文化研究37、国際基督教大学、2011年
- 咸苔英「一九一〇年代の李光洙の登場とその意味--『毎日申報』の路線との関係を中心に」朝鮮学報219、朝鮮学会、2011年